# ブノワ・リゴー
ブノワ・リゴー（Benoist Rigaud, ? - 1597年3月23日）は、16世紀リヨンの出版業者。ミリベル (Miribel) の出身で、現存する古文書での最古の言及は1553年の「書籍商」 (marchand libraire) としてのものである。彼の名義での出版物が確認できるのは1555年以降だが、1558年までは甥のジャン・ソグラン (Jean Saugrain) と共同で出版を行っていた。ソグランとの決裂の理由は信仰によるもので、プロテスタントに傾倒したソグランに対し、ブノワ・リゴーは一貫して王党派カトリックの立場を貫いた。
ソグランと決別した時期に近い1559年頃には、最初の妻であった印刷業者コルネイユ・ド・セットグランジュ (Corneille de Septgranges) の娘ペルネット (Pernette de Septgranges) と死別した。その後間もなく、印刷業者アントワーヌ・デュメルグ (Antoine Dumergue) の娘クロディーヌ (Claudine Dumergue) と再婚した。
ブノワ・リゴーの出版分野は非常に手広く、王令、カナール（瓦版）、文学作品など多岐に渡っていた。その印刷は下請けに出されることがしばしばで、ピエール・ルーサン、アントワーヌ・デュ・ローヌ、アンブロワーズ・デュ・ローヌ、ジャン・ピュロン、ジャック・フォール、ピエール・ロラン、クロード・モリヨンらが請け負っていた。
1568年には、アントウェルペンのピエール・ストルー (Pierre Strout) という偽りの名義でピエール・ド・ロンサールの『当代の悲惨を論ず』を出したこともあった。
1597年3月23日に没した。正確な没年齢は不明だが、かなりの高齢であったらしい。死後、事業は長男ピエール・リゴーらに引き継がれた。ピエールらは1601年頃まで「ブノワ・リゴーの後継者たち」という名義を用いていた。

## 主な子ども
リゴーの一族は18世紀までリヨン出版業界の大手として活動を続ける。なお、ブノワの最初の妻ペルネットとの間に子どもはなかったので、以下はいずれもクロディーヌとの子どもである。
- ピエール・リゴー - ブノワの長男
- シモン・リゴー - ピエールの弟の一人。
- クロード・リゴー - 同上。出版業者として活動した。
- ブノワ（2世）・リゴー - 1601年11月に逝去した。